# Jordbävningen utanför Java i maj 2006

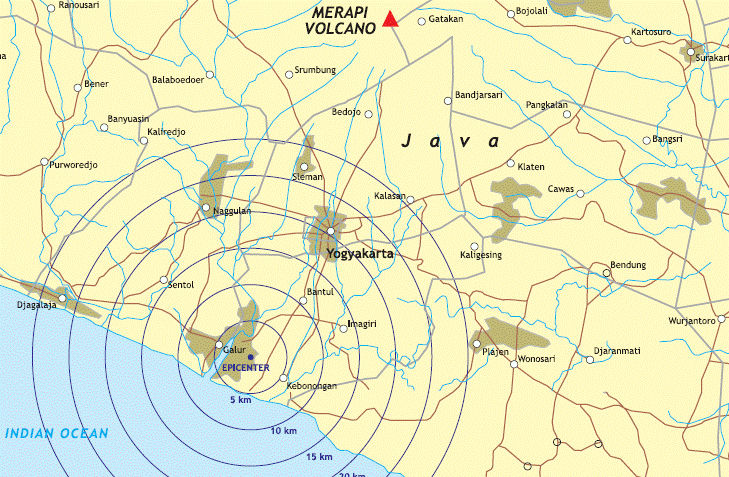
Jordbävningen utanför Yogykarta 2006. USGS.

Jordbävningen utanför Java 2006 var en jordbävning med magnitud 7,7 som inträffade klockan 5:54 den 27 maj 2006 lokal tid (22:54 26 maj UTC) i Indiska oceanen, cirka 25 kilometer söder om staden Yogyakarta på Java i Indonesien. Över 5 700 människor beräknas ha omkommit.

## Räddningsinsatser
Den indonesiske presidenten Susilo Bambang Yudhoyono begärde samma dag att militären skulle sättas in i räddningsarbetet och evakueringen.
Situationen för de skadade och hemlösa förvärras av de pågående monsunregnen.

### Internationella hjälpinsatser
Infrastrukturen i området är förhållandevis välbehållen jämfört med andra stora katastrofer. Hjälpinsatserna samordnas av Indonesiska Röda korset, FN och indonesiska samhället. Efter den akuta fasen som varade i några dygn konstaterades att behovet av hjälp utifrån var tillgodosett och Röda korset uppmuntrade till att de internationella insatserna skulle ske genom ekonomiskt stöd.
Bland de största bidragen är 3 miljoner euro från EU, förmedlade från Europeiska kommissionen, och 2,5 miljoner USA-dollar från USA. Norge har för avsikt att upprätta ett temporärt fältsjukhus. Sverige har bland annat erbjudit sig att skicka två svenska lag för att bygga upp nödkommunikationer men de har ombetts att avvakta då ett liknande system redan erbjudits av Singapore.